# 袁鎮業
袁鎮業（英語：Kelvin Yuen Chun Yip，1987年2月18日—），香港男演員、模特兒、舞蹈員及健身教練，曾為無綫電視基本藝人合約藝員。

## 簡歷
袁鎮業從小在新界屯門長大，1999及2004年分別畢業於博愛醫院歷屆總理聯誼會鄭任安夫人學校下午校與崇真書院中五年級。他於2005年開始接觸舞蹈，2006年在預科畢業後修讀嶺南大學社區學院商學（體適能管理及健康護理學）副學士學位，為該課程第一批的畢業生（2008年），期間曾多次代表學校參加大專院校的舞蹈比賽，獲得多個獎項。隨後，他考獲健身教練牌照，曾當過兩年健身教練，2008年再修讀舞蹈專業課程而成為職業舞蹈員，並曾參與《張學友1/2世紀世界巡迴演唱會》、《鄭伊健友情歲月演唱會》、《葉蒨文完全是你演唱會》、《林峯 Come 2 Me 演唱會》、《Big Four 世界巡迴演唱會》等演出；2010年參加第二屆的《海港城 Style Model Hunt 模特兒大賽》和獲得亞軍，之後同時兼顧模特兒工作。
袁鎮業原本打算透過參加《香港先生選舉》而踏進娛樂圈，但選舉在2012年起停辦，遂改為投考第26期無綫電視藝員訓練班，畢業後正式成為旗下基本藝人合約藝員。2016及2018年，他分別在劇集《一屋老友記》、《棟仁的時光》及《跳躍生命線》裡，飾演同性戀者「凌波」、消防處救護員「鄭子泰」及悔婚新郎「John」而為人認識；2020年開始兼職 YouTuber，拍攝「KY 哥撩妹（泡妞）祕笈」系列短片（巧鬆啲），同年在無綫電視53週年台慶劇《使徒行者3》，飾演有組織罪案及三合會調查科總督察「呂合星（呂Sir）」，為其入行以來戲份最多的角色。2021年，他主演舞台劇《戀上十二星座》，並以爵士舞參加舞蹈競技真人秀《盛·舞者》，卻於決賽落敗。

## 演出作品
- 愛·回家之開心速遞飾演|Kelvin Yuen（蝦條代理商）[16]
- 雙生陌生人飾演高收成 / 巫祺男（替身）[17]

## 書籍
| 日期         | 作品名        | 國際書號           |
| ------------ | ------------- | ------------------ |
| 2015年8月1日 | 香港男生（3） | ISBN 9789888355433 |

### 其他
- YouTube 袁鎮業個人專訪 Part 1（页面存档备份，存于）
- YouTube 袁鎮業個人專訪 Part 2（页面存档备份，存于）
- YouTube 袁鎮業個人專訪 Part 3（页面存档备份，存于）
- 土豆網袁鎮業個人專訪 Part 1（页面存档备份，存于）
- 土豆網袁鎮業個人專訪 Part 2（页面存档备份，存于）
- 土豆網袁鎮業個人專訪 Part 3（页面存档备份，存于）

## 外部連結
- 袁鎮業的新浪微博
- 袁鎮業的Facebook專頁
- 袁鎮業的Instagram帳戶
- 袁鎮業在香港影庫上的簡介